# Thomas Wentworth, 1. Baron Wentworth

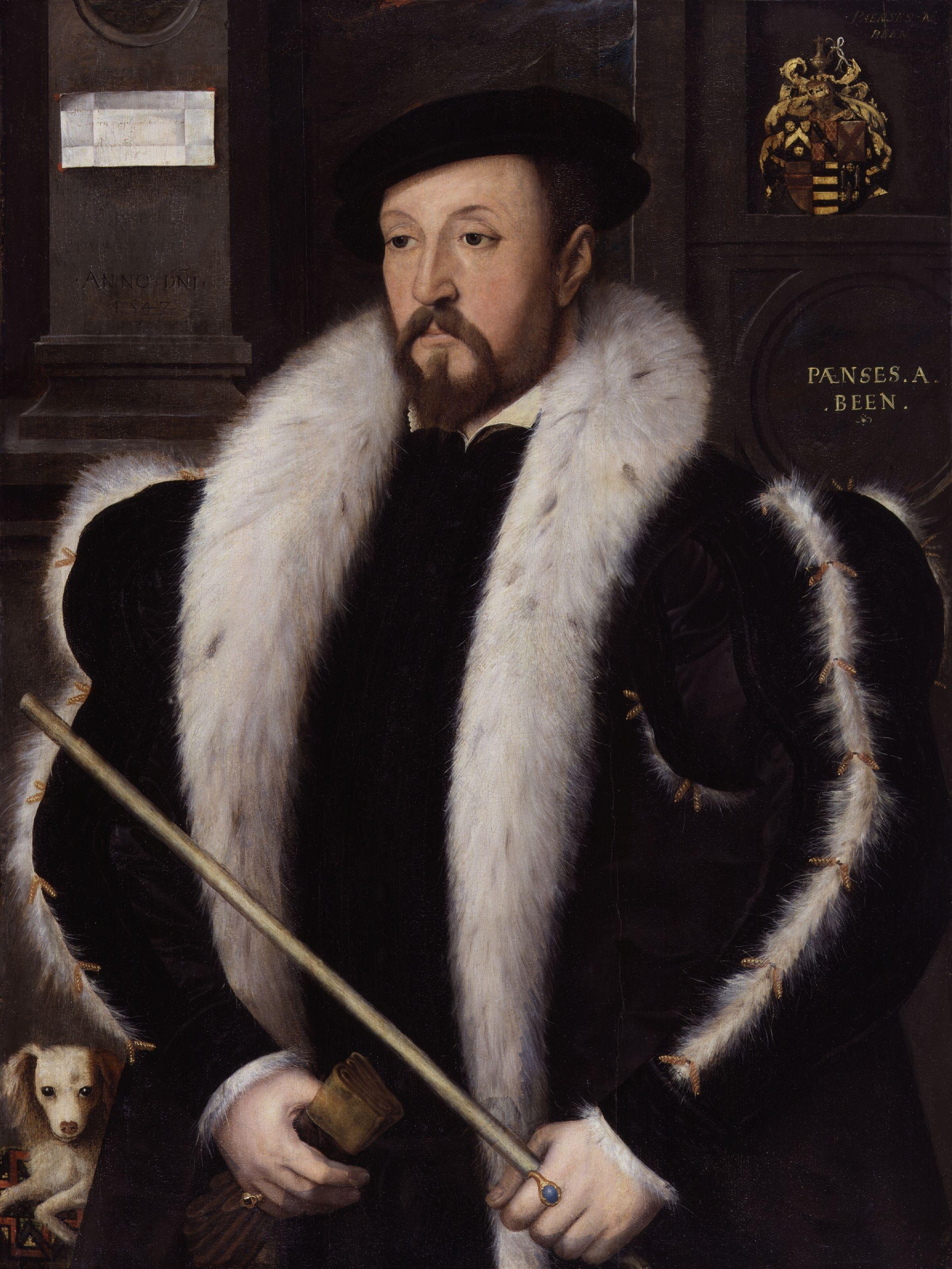
Thomas Wentworth, 1. Baron Wentworth

Thomas Wentworth, 1. Baron Wentworth PC (* 1501; † 3. März 1551 im Palast von Westminster, London) war ein englischer Politiker und Höfling.

## Leben
Thomas Wentworth war ältester Sohn des Sir Richard Wentworth, de iure 5. Baron le Despenser, und der Anne Tyrrell, Tochter des Sir James Tyrrell.
Sein erstes Wirken im Staatsdienst war von untergeordneter Art: Er begleitete den Duke of Suffolk und die Prinzessin Maria Tudor, die Schwester Heinrichs VIII., vom August bis zum Oktober 1523 auf deren Expedition nach Frankreich, da er zum Haushalt von Suffolk und Prinzessin Maria gehörte. Als er dann am 17. Oktober 1528 seinen Vater beerbte, änderten sich seine Verhältnisse schlagartig. Er wurde 1529 zunächst zum Mitglied des Parlaments für die Grafschaft Suffolk gewählt, erhielt aber kurz darauf, noch im selben Jahr, einen Writ of Summons, der ihn ins Oberhaus berief und ihn als Baron Wentworth zum erblichen Baron des Königreiches machte.
Er gehörte dann zu den Unterzeichnern des Briefes vom 13. Juli 1530 an Papst Clemens VII., mit dem der König seine Scheidung von Katharina von Aragón erreichen wollte. Später gehörte er zu den Peers, die am 15. Mai 1536 Anne Boleyn anklagten. Lord Wentworth unterstützte den König auch bei der Niederschlagung der Rebellion nordenglischer Adliger, der Pilgrimage of Grace, in dem er Heinrich VIII. auf dessen Aufforderung 100 Berittene stellte.
Im Oktober 1536 reichte er bei der Taufe des Thronfolgers, des späteren Königs Eduard VI., den Taufpaten – dem Duke of Norfolk und dem Erzbischof von Canterbury – das Taufwasser. Als Anhänger der protestantischen Partei half er dem König bei dessen Bemühungen zur Ausrottung der Ketzerei. Außerdem wurde er zum Commander zur Verteidigung der Küste von Suffolk 1538/39 und nochmals 1545 ernannt, nachdem er bereits 1544 unter dem Duke of Norfolk im Kriegszug gegen Frankreich bei der Belagerung von Montreuil (Zweite Belagerung von Boulogne) als einer der Kriegsräte gedient hatte. Anlässlich des Sturzes des Lordprotektors, Edward Seymour, 1. Duke of Somerset, wurde er in den Geheimen Rat (Privy Council) berufen und zum Lord Chamberlain of the Household ernannt, ein Amt, das er bis zu seinem Tod 1551 ausübte. 1550 erhielt er für seine Dienste die Landgüter Stepney und Hackney in der Grafschaft Middlesex. Er war etwa seit 1520 mit Margaret Fortescue verheiratet. Er starb am 3. März 1551 im Palast von Westminster und wurde in der Westminster Abbey bestattet.